# Románia a 2025. évi téli universiadén
Románia az olaszországi Torinóban megrendezett 2025. évi téli universiade egyik részt vevő nemzete volt.

## Alpesisí
| Név                   | Kor (2025. január 13. szerint) | Egyesület                     | Felsőoktatási tanintézet                               |
| Andrei Tudor Stănescu | 2003. július 13. (21 évesen)   | Clubul Sportiv Carpați Sinaia | MCI Management Center Innsbruck, (Innsbruck, Ausztria) |

Férfi
| Versenyző             | Versenyszám            | 1. futam      | 1. futam      | 2. futam | 2. futam | Összesítés | Összesítés |
| Versenyző             | Versenyszám            | Idő           | Hely.         | Idő      | Hely.    | Idő        | Helyezés   |
| --------------------- | ---------------------- | ------------- | ------------- | -------- | -------- | ---------- | ---------- |
| Andrei Tudor Stănescu | Műlesiklás             | nem ért célba | nem ért célba | kiesett  | kiesett  | kiesett    | kiesett    |
| Andrei Tudor Stănescu | Óriás-műlesiklás       | 1:06,43       | 58.           | 1:06,50  | 49.      | 2:12,93    | 51.        |
| Andrei Tudor Stănescu | Szuperóriás-műlesiklás |               |               |          |          | 1:01,32    | 35.        |

| Versenyző             | Versenyszám | Szuperóriás-műlesiklás | Szuperóriás-műlesiklás | Műlesiklás | Műlesiklás | Összesítés | Összesítés |
| Versenyző             | Versenyszám | Idő                    | Hely.                  | Idő        | Hely.      | Idő        | Helyezés   |
| --------------------- | ----------- | ---------------------- | ---------------------- | ---------- | ---------- | ---------- | ---------- |
| Andrei Tudor Stănescu | Összetett   | 1:01,74                | 38.                    | 43,73      | 37.        | 1:45,47    | 36.        |